# Kastuļina socken
Kastuļina socken (lettiska: Kastuļinas pagasts) är ett administrativt område i Aglona kommun, Lettland.